# Коммуникативное расстройство
Коммуникати́вное расстро́йство — любое психическое расстройство, включающее проблемы в речи, языке и коммуникации. Речь — экспрессивное воспроизведение звуков, включает в себя беглость, артикуляцию, голос и резонансное качество. Коммуникация включает любое невербальное или вербальное поведение (будь то намеренное или непреднамеренное), влияющее на идеи, поведение или отношение другого индивидуума. Язык включает в себя функцию, форму, и использование конвенциональной системы символов (то есть произносимых слов, написанных слов, языка жестов).

## Общее определение
Виды нарушений, которые включены и исключены из категории коммуникативного расстройства могут варьироваться в зависимости от источника. Например, определения, предлагаемые Американской ассоциацией по изучению речи, языка и слуха (англ. The American Speech-Language-Hearing Association (ASHA)), отличаются от тех, что даёт Диагностическое и статистическое руководство по психическим расстройствам.
Жан Берко Глизон (2001) определяет коммуникативное расстройство как языковое нарушение и нарушение речи, которое влечёт за собой проблемы в общении и смежных областях, таких как речевые моторные функции. Глубоко укоренившееся искажение слухового восприятия может даже привести к потере желания слушать, что, в свою очередь, снижает желание общаться. В основном, термин коммуникативное расстройство употребляется применительно к речевым нарушениями (речи, языка или коммуникации), которые значительно препятствуют развитию индивида и негативно влияют на качество жизни. При некоторых коммуникативных расстройствах человек не может или может лишь отчасти использовать собственный голос в качестве основного инструмента коммуникации. Это вызвано тем, что он не контролирует различные мелодичные составляющие голоса — интонацию, выразительность, ритм, силу и пр. — поэтому собеседник воспринимает его голос как грубый, безэмоциональный, лишённый выразительности.
Человек, который говорит на двух и более языках или с отличающимся акцентом, не имеет расстройств речи, если он говорит в манере, соответствующей своему привычному месту жительства или соединяет родной и иностранный языки.

## Диагностика
Чаще всего впервые диагностируют коммуникативное расстройство в детском или подростковом возрасте, хотя оно не считается исключительно детским заболеванием и может сохраниться во взрослой жизни. Также данный вид расстройства может сопровождаться другими нарушениями, такими как задержка умственного развития и нежелание общаться с окружающими. Диагностирование в США включает в себя прохождение специального DSM-теста и расшифровку его результатов, которые определяют, если уровень оказывается «значительно ниже», ожидаемого развития и мешают ли они в значительной степени социальному взаимодействию и умственному развитию. Данный тест также может выявить, если развитие является «девиантным» (отклоняющимся от принятой нормы) или запоздалым. Однако, существует вероятность, что у индивида наблюдаются проблемы с социальной коммуникацией, но он не подпадает под категорию заниженного уровня развития речи по критериям DSM.
В определение коммуникативного расстройства в DSM-IV и DSM-IV-TR входили следующие диагнозы:
- Заикание (307.0) — нарушение речи, которое характеризуется частым повторением или пролонгацией звуков или слогов, или слов; или частыми остановками или нерешительностью в речи, разрывающей её ритмическое течение.
- Расстройство экспрессивной речи (315.31) — расстройство, характеризующееся умением изъясняться только простыми предложениями и конструкциями, ограниченный словарный запас. При данном нарушении индивид понимает язык лучше, чем может на нём изъясняться.
- Смешанное экспрессивно-рецептивное языковое расстройство (315.32) — проблемы с восприятием того, что собеседник пытается донести до индивида.
- Фонологическое расстройство (315.39), которое выражается в виде постоянных замен и смешения звуков.
- Коммуникативное расстройство без дополнительных уточнений (307.9)

В DSM-5 раздел коммуникативных расстройств был значительно переработан. К коммуникативным расстройствам в этой классификации относятся:
- 315.39 (F80.9) — языковое расстройство[англ.] (англ. language disorder) — трудности в приобретении и использовании языка в разных формах (например, разговорный, письменный, жестовый язык или другие), словарный запас крайне мал, структура предложений ограничена.
- 315.39 (F80.0) — расстройство звуков речи (англ. speech sound disorder) — трудность в производстве звуков речи, неразборчивость речи, которая препятствует словесному общению.
- 315.35 (F80.81) — расстройство беглости с началом в детстве (заикание) (англ. childhood-onset fluency disorder (stuttering)).
- 315.39 (F80.89) — социальное (прагматическое) коммуникативное расстройство[англ.] (англ. social (pragmatic) communication disorder) — трудности в социальном использовании словесной и невербальной коммуникации, проявляющиеся при использовании коммуникации для социальных целей, таких как приветствие и обмен информацией; нарушение способности изменять общение в соответствии с контекстом или потребностями слушателя, например, говорить по-разному в классе, чем на игровой площадке и др.
- 307.9 (F80.9) — неуточнённое коммуникативное расстройство (англ. unspecified communication disorder).

В Международной классификации болезней 10-пересмотра (МКБ-10) в раздел F80 — «специфические расстройства развития речи и языка» входят:
- F80.0 — специфическое расстройство речевой артикуляции.
- F80.1 — расстройство экспрессивной речи.
- F80.2 — расстройство рецептивной речи.
- F80.3 — приобретённая афазия с эпилепсией (синдром Ландау — Клеффнера).
- F80.8 — другие расстройства развития речи и языка.
- F80.9 — расстройства развития речи и языка, неуточнённые.

Алалия (принятое разделение алалии на моторную и сенсорную в МКБ-10 соответствуют расстройства экспрессивной F80.1 и рецептивной речи F80.2) — полное или частичное отсутствие речи у детей при хорошем физическом слухе, обусловленное недоразвитием или поражением речевых областей головного мозга. При сенсорной алалии ребёнок плохо понимает чужую речь, причём, не распознает именно звуки речи: слышит, что человек говорит, но не понимает, что именно.
Однако, некоторые расстройства, например, нарушение слухового восприятия (агнозия), не входят в определение коммуникационного расстройства.